# Henk Evers (burgemeester)
Dit overzicht is mogelijk incompleet; u kunt helpen door het uit te breiden.
Hendrikus Franciscus Maria (Henk) Evers (Heythuysen, 2 april 1953) is een Nederlands politicus.
Evers groeide op in Nederweert. Zijn politieke loopbaan begon als raadslid voor de PvdA en Progressief Onderbanken. In Onderbanken was hij wethouder van Sociale Zaken, Onderwijs, Leefbaarheid en Economische Zaken.
In 1999 werd Evers lid van Provinciale Staten, in juni 2001 werd hij fractievoorzitter van de PvdA-Statenfractie. Hij werd als zodanig opgevolgd door J.J.G.M. Gerats. Met ingang van 1 april 2002 werd hij verkozen tot gedeputeerde van Economische Zaken bij de provincie Limburg.
In oktober 2004 verruilde Evers zijn deputaatschap voor de functie van waarnemend burgemeester bij de gemeente Ambt Montfort. Per 1 oktober 2006 is hij benoemd tot burgemeester van de gemeente Nederweert. Op 19 augustus 2019 werd hij opgevolgd door Birgit op de Laak.